# میا کرشنر
میا کرشنر (به انگلیسی: Mia Kirshner) بازیگر و فعال اجتماعی کانادایی است..

## گزیده فیلم‌شناسی
فهرست برخی از فیلم‌هایی که میا کرشنر در آنها به ایفای نقش پرداخته است:
- کلاغ: شهر فرشتگان
- آنا کارنینا (فیلم ۱۹۹۷)
- کوکب سیاه
- شهر دیوانه
- مهمانی هیولا
- نه یه فیلم نوجوانی دیگه
- بهترین دوست جدید
- بانوی باردار